# Robert R. Wilson Prize
Der Robert R. Wilson Prize ist ein jährlich seit 1987 vergebener Preis der American Physical Society für herausragende Leistungen in der Physik der Teilchenbeschleuniger. Er ist mit 7500 Dollar dotiert und nach Robert R. Wilson benannt.

## Preisträger
- 1987 Ernest Courant
- 1988 Donald William Kerst
- 1989 Alvin Tollestrup, Martin N. Wilson
- 1990 Kjell Johnsen
- 1991 John Reginald Richardson
- 1992 Rolf Wideröe
- 1993 John Blewett
- 1994 Gustav-Adolf Voss, Thomas L. Collins
- 1995 Raphael Littauer
- 1996 Albert Josef Hofmann
- 1997 Andrew Sessler
- 1998 Matthew Sands
- 1999 Robert Brian Palmer
- 2000 Maury Tigner
- 2001 Claudio Pellegrini
- 2002 Alexander Nikolajewitsch Skrinski
- 2003 Helen Edwards
- 2004 John Seeman, Katsunobu Oide
- 2005 Keith Symon
- 2006 Glen Lambertson
- 2007 Lee C. Teng
- 2008 Lyn Evans
- 2009 Satoshi Ozaki
- 2010 John Peoples
- 2011 Yaroslav Derbenev (Thomas Jefferson National Accelerator Facility), für seine Beiträge zur Physik von Teilchenstrahlen, einschließlich der Theorie und Kontrolle der Polarisation mit Sibirischen Schlangen, Elektronen- und Ionisierungskühlung, Round to flat Strahltransformation, Freie Elektronenlaser und Elektron-Ion-Collider.
- 2012 John Madey
- 2013 John Galayda (SLAC) für seine führende Rolle bei der Linac Coherent Light Source, sowie Beiträge zur Advanced Photon Source und der National Synchrotron Light Source
- 2014 Kwang-Je Kim
- 2015 Hasan Padamsee
- 2016 Vasili Parkhomchuk für die Demonstration und praktische Umsetzung von Elektronenkühlung
- 2017 Anton Piwinski (Desy), James Bjorken, Sekazi Mtingwa (MIT) für detaillierte theoretische Beschreibung der Streuung innerhalb eines Beschleuniger-Strahls
- 2018 Alexander Wu Chao
- 2019 Toshiki Tajima
- 2020 Bruce Carlsten
- 2021 Juri Fjodorowitsch Orlow
- 2022 G. William Foster, Stephen D. Holmes
- 2023 Alexander J. Dragt
- 2024 Kaoru Yokoya
- 2025 Alexander Zholents